# Jujubinus guanchus
Jujubinus guanchus is een slakkensoort uit de familie van de Trochidae. De wetenschappelijke naam van de soort is voor het eerst geldig gepubliceerd in 1985 door Curini-Galletti.